# Badminton bei den East Asian Youth Games
Badminton stand bei den East Asian Youth Games bei der Erstauflage im August 2023 im Programm der Spiele.

## Austragungen
| Jahr | Austragungsort | Land     |
| ---- | -------------- | -------- |
| 2023 | Ulaanbaatar    | Mongolei |

## Turniergewinner
| Saison | Herreneinzel | Dameneinzel | Herrendoppel       | Damendoppel             | Mixed                   |
| ------ | ------------ | ----------- | ------------------ | ----------------------- | ----------------------- |
| 2023   | Hu Zhean     | Xu Wenjing  | Xu Huayu Zhu Yijun | Park Seul Yeon Seo-yeon | Liao Pinyi Zhang Jiahan |